# Arrows A2
Chronologie des modèles (1979)
Arrows A1B Arrows A3
L'Arrows A2 est une monoplace de Formule 1 engagée par l'écurie Arrows ayant couru la deuxième moitié du championnat du monde de Formule 1 1979 avec Riccardo Patrese et Jochen Mass.

## Historique
En 1979, Tony Southgate s'oblige à concevoir une monoplace totalement en rupture avec sa devancière pour définitivement faire taire ses détracteurs qui l'avaient accusé de plagiat. Cette monoplace n'est pas finalisée au début de saison, et c'est une évolution de l'A1, dénommée A1B, qui débute aux mains de Patrese et de Jochen Mass (ex-ATS). L'Arrows A1B, mieux conçue que l'Arrows A1, est moins concernée par les problèmes de fiabilités. Les pilotes se mettent en valeur en Grand Prix de Belgique (Patrese se classe cinquième) et au Grand Prix de Monaco (Mass est sixième). 
L'A2 apparaît au Grand Prix de France à Dijon-Prenois et est immédiatement surnommée « le tube à cigare roulant » : elle est dépourvue d'aileron avant, son museau est tout arrondi et elle exhibe une belle robe dorée. Ses performances sont loin des espoirs de Southgate. Sa meilleure qualification est une treizième place de Riccardo Patrese en Autriche et les meilleurs résultats sont deux sixièmes places de Jochen Mass en Allemagne et aux Pays-Bas. 
Lors de l'avant-dernier Grand Prix, au Canada, Patrese prend le départ avec une A1B tandis que son coéquipier n'arrive pas à qualifier l'A2. Si Arrows conserve sa position au classement final du championnat, 5 points seulement sont inscrits soit moitié-moins que l'année précédente.
Patrese termine vingtième du championnat des pilotes, devant Emerson Fittipaldi et derrière Hans Joachim Stuck, lui-même derrière Mass, autre pilote Arrows qui termine dix-huitième derrière Jacky Ickx. Côté constructeurs, si Arrows conserve sa position au classement final du championnat (neuvième, devant Shadow et derrière Brabham), 5 points seulement sont inscrits soit moitié-moins que l'année précédente.